# Río Payette
El río Payette (del inglés: Payette River) es un corto río de los Estados Unidos de 133,1 km un importante afluente del río Snake que discurre por el suroeste del estado de Idaho.
Las cabeceras se originan en las cordillera Sawtooth y las montañas Salmon River, a una altitud de más de 3000 m. El drenaje en la cuenca fluye principalmente de este a oeste, siendo la longitud acumulada en la cabeza del ramal Norte de 290 km, mientras que la cabeza del ramal Sur tiene 262 km. El río Payette combinado fluye en un valle agrícola y desemboca en el río Snake, cerca de la ciudad de Payette, a una altitud de 648 m. El Payette drena una cuenca de 8400 km². Se trata de una sección fisiográfica de la provincia de la meseta del río Columbia, que a su vez es parte de la división fisiográfica mayor de las mesetas Intermontanas. El ramal Sur del Payette tiene su cabecera en el Sawtooth Wilderness, que es parte del área de Recreación Nacional de Sawtooth.

## Geografía

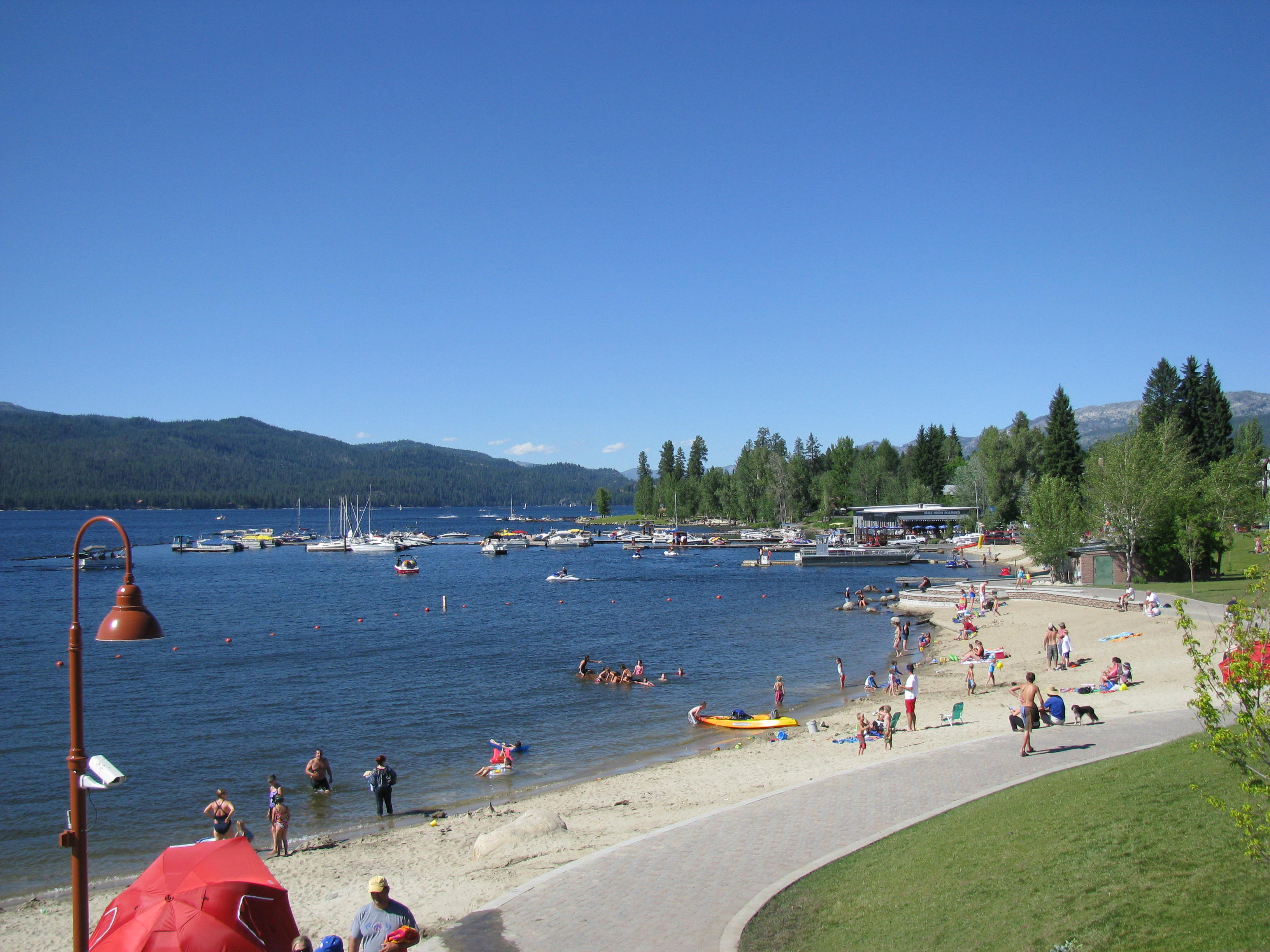
El lago Payette en McCall (julio de 2010)

Los principales afluentes del río Payette son los ramales Norte y Sur. El ramal Norte del Payette (North Fork Payette River) drena alrededor de 2500 km², comenzando al norte de la pequeña localidad vacacional de McCall (2991 hab.) y desemboca en el lago Payette. El ramal Norte sale por el extremo suroeste del lago Payette a 1520 m y fluye hacia el sur en el Long Valley del Valley County (9862 hab.) hacia Cascade (939 hab.). Y luego llega al embalse Cascade, continunado al sur, acompañado por la carretera Estatal de Idaho 55.
El ramal Sur del Payette (South Fork Payette River) drena cerca de 3100 km², originándose en el lado oeste de la Sawtooth Wilderness por debajo del monte Payette (3112 m). Fluye pasado Grandjean y desciende hasta Lowman (42 hab.), a lo largo de la carretera Estatal de Idaho 21. El más corto ramal Medio (Middle Fork Payette River) corre paralelo al curso bajo del ramal Norte unos 16 km en dirección este, fluyendo al sur y uniéndose al ramal Sur justo al suroeste de Crouch. Más al este, el río Deadwood es paralelo al ramal Medio y desemboca en el ramal Sur justo al oeste de Lowman. El tronco principal del río Payette se muestra en los mapas topográficos del USGS comenzando en la confluencia de los ramales Sur y Medio.
El ramal Norte se une al Payette en la localidad de Banks, a una altitud de 850 m. El curso principal fluye al sur desde Banks durante unos 24 km hasta Horseshoe Bend (707 hab.), y luego hacia el oeste en el pequeño embalse Black Canyon (4,40 km²). Aguas abajo de la presa del embalse, el río fluye más allá de Emmett (6557 hab.) y Payette (7433 hab.), luego desemboca en el río Snake en la frontera con Oregón. El río Payette tiene un caudal medio anual en la desembocadura en el río Snake de 2704 km³ de agua.

## Historia

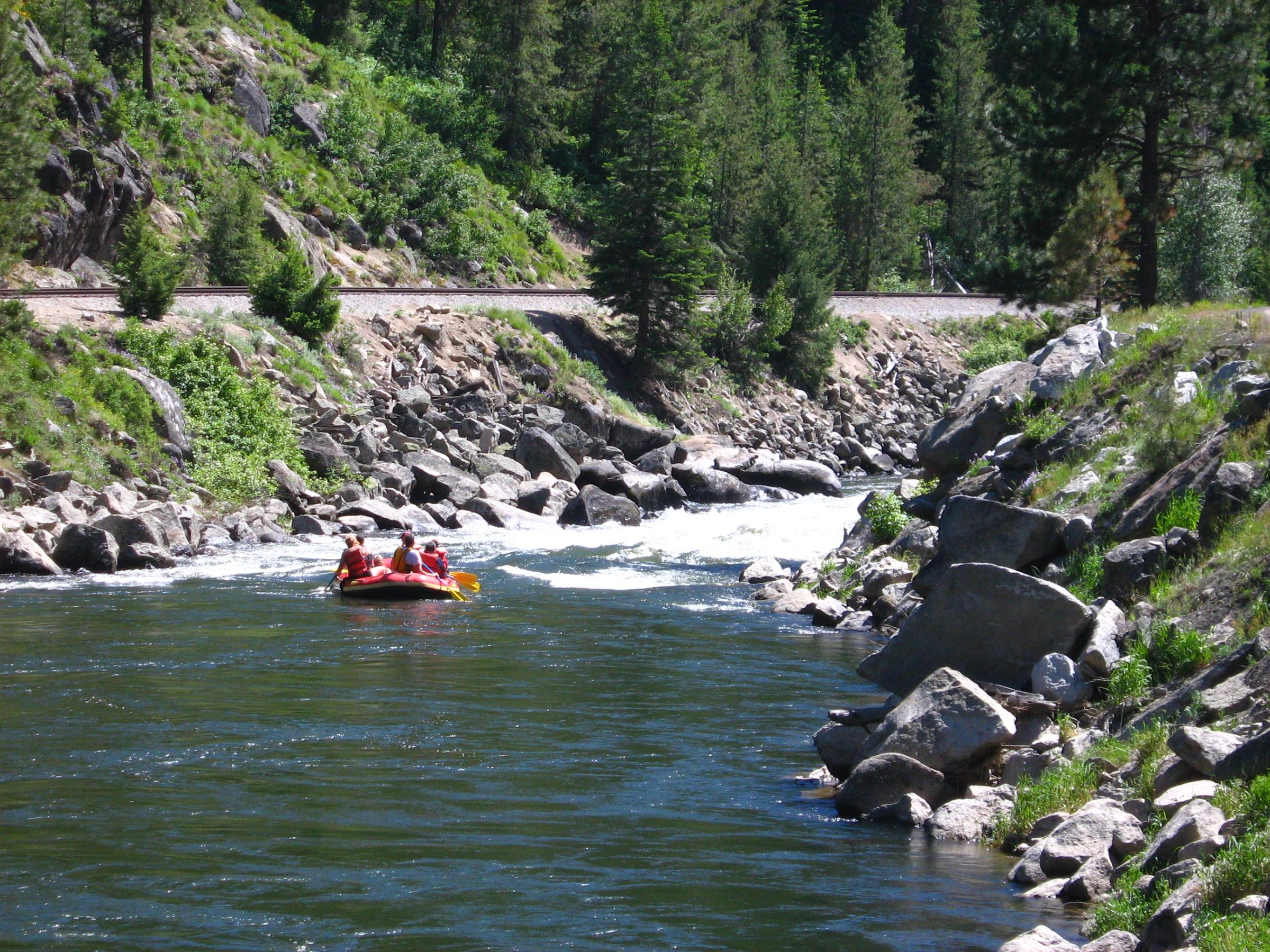
Rafters preparándose para los rápidos en el ramal Norte cerca de Banks, próximo al principio del curso principal del Payette

La cuenca del río Payette estuvo originalmente poblada por tribus nativas como los shoshones, nez percés, paiutes y bannocks. Antes del contacto con los blancos, muchos de estos pueblos indígenas no tenían aldeas permanentes ni asentamientos. Durante cientos de años, en el otoño e invierno, acampaban en las áridas praderas a lo largo del curso principal del río Payette, mientras que en primavera y verano, se trasladaban temporalmente a la cuenca alta del más exuberante ramal Norte para cazar y pescar preparándose para el invierno siguiente. Los bulbos de camas, procedentes de una planta con flores muy extendida en la cuenca, eran su alimento básico todo el año. A fin de mantener los campos naturales de camas, hacían incendios controlados cada vez que salían de sus campamentos para la mudanza semestral a través de la cuenca del río. La quema de temporada tenía beneficios adicionales, como la limpieza de la vegetación no deseada y la protección de sus campamentos de un crecimiento excesivo.
En el siglo XIX, los colonos blancos comenzaron a moverse hacia el oeste de Idaho y establecieron puestos de comercio, pueblos y granjas en la zona. Uno de estos primeros pioneros fue Francois Payette —a quien honra el nombre del río— un trampero de pieles franco-canadiense que trabajó para la Compañía del Noroeste, y que fue una de las primeras personas de ascendencia europea que se asentó en la cuenca del Payette. Francois Payette se aventuró al este desde Fort Astoria en 1818 y desde 1835 hasta 1844, dirigió el puesto comercial de la Compañía de la Bahía de Hudson de Fort Boise, cerca de Parma, en el río Snake, a cierta distancia al sur de la boca del río Payette. En 1844, Francois Payette se retiró a Montreal, pasando todavía más de veinte años antes de que comenzaran a llegar los emigrantes en gran número. Uno de los primeros asentamientos estaba en Clear Creek, un afluente del ramal Sur del río Payette. Muchos de los nativos no estaban contentos con los nuevos colonos y con el gran número de pioneros que viajaban a través de la zona con destino a la costa Oeste ya que causaban daños a sus tierras, lo que llevó a la Guerra Nez Perce de 1877 y muchos pequeños conflictos con mineros, ganaderos, agricultores, colonos y soldados.
El madereo en la cuenca comenzó poco después de la llegada de los colonos, pero no llegó a gran escala hasta el siglo XX. La demanda de traviesas de madera para la Oregon Short Line (OSL) en la década de 1880 ayudó a poner en marcha la industria maderera en la zona. A partir de entonces, la explotación forestal pesada comenzó a lo largo del ramal Norte del Payette en Long Valley, aguas abajo del actual lago Cascade. En 1902, la Payette Lumber and Manufacturing Company, con sede en Minnesota, construyó una presa splash en el ramal Norte con el fin de facilitar un mejor transporte de troncos río abajo. El logging ayudó a que más personas se estableciesen en la zona, y en 1911, el Ferrocarril del Norte de Idaho fue construido por la OSL, yendo desde Emmett, cerca de la desembocadura del Payette, siguiendo el río más allá del actual embalse Black Canyon, remontando el valle del ramal Norte y terminando justo debajo de Long Valley en Smith's Ferry (75 hab.) en el río, nombrado por un colono que adquirió el ferry en 1891. El propósito principal del ferry era el transporte de ganado y productos agrícolas entre Long Valley y el río Snake.
La agricultura se convirtió en el pilar principal en el valle inferior del río Payette. Después de 1874, las tierras agrícolas de regadío rodearon gran parte del curso principal del río Payette. Los primeros canales de irrigación construidos fueron el Last Chance Canal y el Nobel Canal, pero no proporcionaron un buen rendimiento debido a la falta de regulación del agua. La presa de Black Canyon se construyó en el Payette en 1924, no como una instalación de almacenamiento, sino para desviar agua hacia los canales de Emmett y Black Canyon, lo que aumentó considerablemente la superficie de cultivo de regadío en el valle. La presa Deadwood, construida en el río Deadwood, un afluente del ramal Sur del Payette, fue construida en 1929 para proporcionar un cierto grado de regulación del caudal, aunque fue mucho más eficaz la presa Cascade, construida en el ramal Norte en 1948 para formar el lago Cascade.

## Peces y embalses

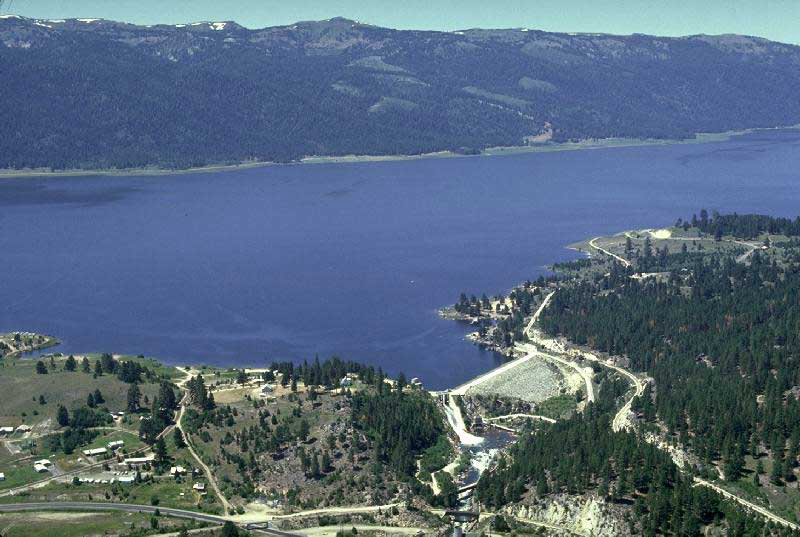
La presa Cascade forma el lago Cascade en el ramal Norte, el mayor cuerpo de agua en la cuenca del Payette

Debido al amplia rango altitudinal, el río Payette tiene una buena variedad de peces y hábitats de peces. El salmón y la trucha arco iris fueron eliminados por la presa Black Canyon Diversion, que se completó en 1924. Desde su desembocadura aguas arriba hasta la presa de Black Canyon, el río soporta una pesquería mixta de especies de aguas frías y de aguas cálidas. Pescado blanco de montaña constituyen la mayor parte de la pesca deportiva en esta sección del río, con contribuciones significativas de lobina de boca chica, lobina, bagre de canal, black crappie, trucha arco iris y trucha marrón. Aguas arriba de la presa de Black Canyon, la pendiente de los ríos aumenta y hay especies de agua fría cada vez más abundantes. El ramal Sur del río Payette soporta excelentes poblaciones de trucha arco iris salvaje. El ramal Norte del río Payette ha sido severamente alterado por el ferrocarril y la construcción de carreteras y proporciona sólo una pesquería marginal de salmónidos. Sin embargo, en tramos inalterados como el alcance Cabarton, el ramal Norte es muy productivo en salmónidos.
Hay cinco embalses principales en la cuenca Payette: Black Canyon (4,40 km²), Sage Hen, Paddock, Cascade (122 km²), y Deadwood (12,9 km²). También hay varios embalses pequeños y lagos naturales con capacidad de almacenamiento, como los tres lagos Payette. Black Canyon, en el cauce principal, sólo proporciona un hábitat marginal para los peces. La arena de las perturbaciones de las tierra aguas arriba ha cubierto la mayor parte del hábitat. El embalse Paddock, en el arroyo Big Willow Creek, tiene una de las mejores poblaciones de black crappie en el estado y una buena pesca de lobina negra. El embalse Cascade, en el ramal Norte, es una de las aguas más intensamente explotadas en el estado y tiene abundancia de perca amarilla, salmón coho y trucha arco iris. El embalse Deadwood, terminado en 1931, tiene kokanee y trucha degollada.
Los lagos alpinos de la cuenca del río Payette están llenos de trucha arco iris, trucha degollada, cutbow (híbridos de arco iris-asesino), trucha dorada y tímalo ártico. La trucha de arroyo también está presentes en un buen número de lagos.

## Aguas bravas
El río Payette es famoso por sus aguas bravas. Los expertos consideran los tramos de Clase V del ramal Norte uno de los ríos más difíciles de América del Norte, si no del mundo. Kayaking en la parte baja del ramal Norte, desde Smith's Ferry hasta Banks, es de clase mundial, que se ve fácilmente desde la carretera estatal #55, que se acerca estrechamente a sus riberas, principalmente en el lado oeste. El ramal Norte se estrecha y desciende 518 m en los 26 km por encima de Banks, proporcionando rápidos casi interminables de clase V (véase la Escala Internacional de Dificultad de los Ríos).
La pendiente media es de 21 m/km, con una pendiente máxima de 38 m/km. El caudal del ramal Norte se controla a través de la presa de Cascade, terminada en 1948, suministra aguas relativamente cálidas desde el poco profundo embalse Cascade.
Hasta el este de Banks, el cañón del ramal Sur, al oeste de Lowman, es un desafío de Clase IV para el rafting. A lo largo de este viaje hay una cascada de 12 m de clase VI (Big Falls), que se portea. El ramal Norte y el ramal Sur se funden en Banks para formar el río Payette (principal), proporcionando un viaje en balsa con numerosos rápidos de clase III. La carretera Estatal de Idaho 55 sigue este tramo bajo del río por la ribera oriental y hay un ferrocarril escénico, la línea Thunder Mountain [montaña del trueno], que corre por encima de la ribera occidental.